# Шарнірна черепаха кілевата
Шарнірна черепаха кілевата (Cuora mouhotii) — вид черепах з роду Шарнірна черепаха родини Азійські прісноводні черепахи. Має 2 підвиди.

## Опис
Загальна довжина панцира сягає 17,5—20,2 см. Голова невелика, зазвичай стиснута з боків. Панцир опуклий. Карапакс зубчатий по краях, спереду зубці згладжені, але також виразно простежуються. Добре видні 3 кіля, що складаються з кирпатих пластин. Звідси походить назва цих черепах. У неї є гак на пластроні, який дозволяє черепасі щільно закривати панцир. Молоді черепахи по формі пласкі, дорослі особини мають об'ємні панцирі.
Забарвлення карапаксу коливається від світло—коричневий до червонуватого. Пластрон світло—коричневий або коричневий з темно—коричневою плямою на кожній пластині.

## Спосіб життя
Полюбляє гірську місцини, ліси, садиби. Нечасто гріється на сонці. Харчується фруктами рослинами, хробаками, равликами, мишенятами.
Самиця відкладає від 6 до 9 яєць. Інкубаційний період триває від 97 до 108 діб.

## Розповсюдження
Мешкає на о.Хайнань (Китай), у В'єтнамі, Таїланді, М'янмі, східній Індії.

## Підвиди
- Cuora mouhotii mouhotii
- Cuora mouhotii obsti